# János Brenner
Blahoslavený János Brenner (17. prosince 1931, Szombathely – 15. prosince 1957, Zsida) byl maďarský římskokatolický kněz, novic Řádu cisterciáků a mučedník. Katolická církev ho uctívá jako blahoslaveného.

## Život
Narodil se 17. prosince 1931 v Szombathely.
Jako dítě navštěvoval školu, kterou vedli cisterciáci. Později ho oslovila spiritualita tohoto řádu v roce 1950 vstoupil v Zirci do noviciátu, v němž přijal řádové jméno Anasztáz. O několik měsíců později komunisté zrušili všechny kláštery a bratr Anasztáz se rozhodl, že bude pokračovat ve studiu kněžství v diecézním kněžském semináři.
V cisterciácké formaci pokračoval pomocí korespondence s jedním spolubratrem. Roku 1955 byl vysvěcen na kněze. Začal práci s mladými lidmi, což se nelíbilo místním úřadům. Diecézní biskup mu nabídl přesun do jiné farnosti, aby se dostal z područí úřadů, ale on odmítl.
V noci z 14. prosince 1957 přišla otci žádost, aby udělil poslední pomazání nemocné osobě, což však byla připravená léčka. Na cestě byl přepaden komunisty a zavražděn. Byl dvaatřicetkrát bodnut v lesíku v Zsidě.

## Proces blahořečení
Proces blahořečení byl zahájen 14. února 2001 v diecézi Szombathely.
Dne 8. listopadu 2017 uznal papež František jeho mučednictví. Blahořečen byl 1. května 2018.